# Fazioli
La Fazioli (propriamente Fazioli Pianoforti S.p.A.) è una azienda italiana produttrice di pianoforti a coda e da concerto con sede a Sacile (PN), in località Ronche.

## Storia
L'impresa è nata alla fine degli anni Settanta da un'idea del pianista ed ingegnere Paolo Fazioli (classe 1944, originario di Roma), che riunì attorno a sé una squadra di esperti (studiosi di acustica, tecnologi del legno e pianisti) nell'intento di costruire pianoforti a coda di alta qualità e dotati di un timbro caratteristico e originale. L'azienda viene costituita formalmente nel gennaio del 1981 e costruita su un terreno a fianco del mobilificio di famiglia.
Nel corso degli anni '80 e '90 la Fazioli ha acquisito una crescente popolarità internazionale per il valore artistico dei propri strumenti; essi hanno ottenuto apprezzamenti scritti da parte di numerosi pianisti, tra i quali Vladimir Ashkenazy, Lazar Berman, Alfred Brendel, Aldo Ciccolini, Hélène Grimaud, Friedrich Gulda, Herbie Hancock, Angela Hewitt, Nikita Magaloff, Garrick Ohlsson, Murray Perahia, Martha Argerich, Daniil Trifonov, Tamás Vásáry. Nel 2003 21 pianoforti Fazioli furono utilizzati a New York durante la cerimonia di commemorazione delle vittime nell'attentato dell'11 settembre, quando fu eseguita in prima assoluta mondiale la Threnodia per 21 pianoforti di Daniele Lombardi. Nel 2010 gli organizzatori del Concorso Chopin di Varsavia hanno dato ai concorrenti la possibilità di suonare anche pianoforti Fazioli.
Sebbene l'azienda sia italiana, il suo mercato è soprattutto estero (rappresenta il 95% dei ricavi): solamente l'11 dicembre 2009 viene aperto il primo showroom italiano a Milano. Esso è situato nei pressi del Conservatorio, per l'esattezza nell'angolo fra Via del Conservatorio e Corso Monforte, e quindi non lontano dal Teatro alla Scala, nei locali precedentemente occupati da uno storico negozio, "Mitarotonda", punto di riferimento per musicisti di ogni genere.
Caratteristica peculiare della fabbrica Fazioli è l'artigianalità di tutti i pianoforti, costruiti uno per uno. La produzione è bassa: ci vogliono circa 30 mesi per costruire un pianoforte e quindi la produzione annua è di 150 unità che possono sfiorare i 170 con l'ampliamento dell'azienda. C'è la possibilità di personalizzare lo strumento: poiché ogni pianoforte è costruito artigianalmente, la Fazioli concede ai propri clienti la possibilità di personalizzare l'aspetto del modello che intendono acquistare (le modifiche possono essere nella forma, nelle superfici e nella decorazione).

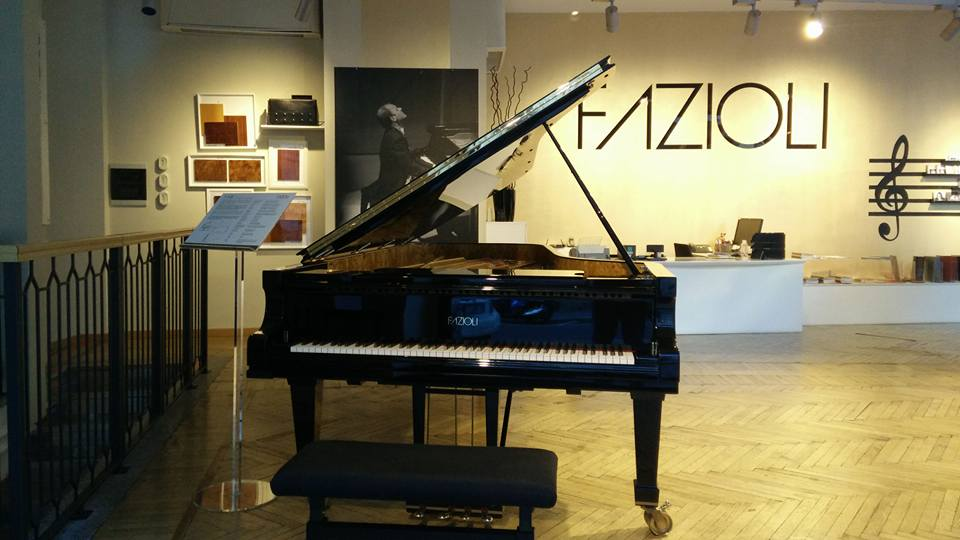
Un Fazioli F308 nello show-room di Milano.

Ai pianoforti Fazioli sono dedicati un capitolo del libro La bottega del pianoforte di Thad E. Carhart (Ponte alle Grazie, ISBN 9788879285148, titolo originale: The Piano Shop on the Left Bank) e un blu-ray dal titolo The Sound of the Concert Grand Fazioli F278: Costantino Catena plays Debussy and Schumann (Camerata Tokyo 2013, CMBD-80005).
Nell'aprile 2005 Paolo Fazioli ha inaugurato una sala da concerto, costruita a fianco della sua impresa e chiamata Fazioli Concert Hall.
Nel 2015 entra in azienda anche il primo figlio di Paolo Fazioli, Luca, laureato in economia. Nel giugno 2017 la Friulia rinnova con un aumento di capitale la sua presenza nell'azienda con una partecipazione del 5%.

## Modelli
La casa produttrice costruisce sei modelli, i cui nomi sono formati da una F (prima lettera del nome della casa), seguita dalla lunghezza in centimetri del pianoforte.
I modelli vanno dal più piccolo F156 al più grande F308, con gli intermedi F183, F212, F228 e F278.
Per l'F308, che risulta essere uno dei più grandi pianoforti a coda del mondo, è stato brevettato dalla stessa Fazioli un quarto pedale: è un pedale che diminuisce il volume del suono senza modificarne il timbro e al tempo stesso riduce la corsa del tasto; è possibile acquistare questo modello con o senza il quarto pedale.
La tavola armonica di tutti i modelli è costruita con lo stesso legno utilizzato da Stradivari per i suoi celeberrimi strumenti ad arco: l'abete rosso della Val di Fiemme. La società è divenuta anche celebre per la costruzione di pianoforti di design, primo fra tutti M. Liminal disegnato da Philippe Gendre, designer francese, strumento caratterizzato dalle forme sinuose che dovrebbero ricordare quelle delle onde del mare, insieme al recente Aria, presentato al Musikmesse di Francoforte del 2016.

## Curiosità
Nel film Cinquanta sfumature di grigio il protagonista, Christian Grey, suona un pianoforte Fazioli.
Nel film Il Verdetto la protagonista, Emma Thompson, suona un pianoforte Fazioli.
"Non mettere Salieri sulla coda del mio Fazioli" è la frase di Caparezza nel brano 'La guerra del sale', cantato insieme a Daniele Silvestri, nell'ultimo album di quest'ultimo dal titolo 'Acrobati'.